# Wolf Spider
Wolf Spider (eng.: „Wolfsspinne“) ist eine polnische Thrash-Metal-Band aus Posen, die im Jahr 1985 unter dem Namen Wilczy Pająk gegründet wurde, sich 1991 wieder auflöste und 2011 wieder zusammenfand.

## Geschichte
Die Band wurde im Jahr 1985 gegründet und bestand aus Sänger Leszek Szpigiel, den Gitarristen Piotr Mańkowski and Maciej Matuszak, Bassist Mariusz Przybylski und Schlagzeuger Tomasz Goehs. In den ersten drei Jahren ihrer Existenz hatte Wolf Spider noch ihren polnischen Namen Wilczy Pająk. Im Jahr 1987 beendete die Band die Arbeiten zu ihrem Debütalbum Wilczy Pająk, das im Jahr 1989 über Klub Płytowy Razem veröffentlicht wurde. Im Jahr 1988 wurde ein zweites Album namens Barwy Zła aufgenommen, das jedoch nie veröffentlicht wurde. Im Jahr 1989 verließ Leszek Szpigiel die Band und wurde durch Tomasz Zwierzchowski ersetzt. In dieser Besetzung nahm die Band die englische Version von Barwy Zła namens Hue of Evil, die erst im Jahr 1991 über Polskie Nagrania Muza veröffentlicht wurde. Kurz nach den Aufnahmen verließ Mariusz Przybylski die Band. Daraufhin wechselte Maciej Matuszak zum E-Bass und Dariusz „Popcorn“ Popowicz kam als neuer zweiter Gitarrist zur Besetzung. Kurz darauf kam Sänger Jacek Piotrowski zur Band und ersetzte Zwierzchowski. Mit dieser Besetzung nahm die Band ihre nächsten beiden Alben Kingdom of Paranoia (1990) und Drifting in the Sullen Sea (1991) auf und veröffentlichte diese über Under One Flag. Von 1986 bis 1990 nahm die Band am Metalmania teil. Neben Auftritten auf einigen weiteren Festivals spielte die Band außerdem auch in Ländern wie der Tschechoslowakei und Ungarn. Im Jahr 1991 spielte die Band ihr vorerst letztes Konzert, wobei sie als Vorband für Deep Purple fungierte.
Im März 2011 fand die Gruppe wieder zusammen, sodass im August mit Sänger Jacek Piotrowski, den Gitarristen Piotr Mańkowski und Maciej Matuszak, Bassist Mariusz Przybylski und Schlagzeuger Beata Polak eine feste Besetzung feststand. Ihr erstes Konzert absolvierte die Gruppe im Februar 2012 in einem Club in Posen.

## Stil
Die Band spielte zu Beginn Thrash Metal, der klanglich stark an den aus der San Francisco Bay Area erinnert. Die Musik weist Einflüsse aus dem Hardcore-Bereich auf. Vergleichbar ist die Musik mit frühen Werken von Metallica und Megadeth, wobei aber auch stellenweise klangliche Parallelen zu klassischen Heavy-Metal-Bands wie Iron Maiden und Metal Church hörbar sind. Ab dem zweiten Album bekam die Musik einen starken progressiven Charakter und wird mit Atheist verglichen.

## Diskografie
- 1987: Metalmania '87 (Split mit Dragon, Pronit Records)
- 1987: Metal Invasion (Split mit Dragon, Destroyers und Stos, Metal Mind Productions)
- 1989: Wilczy Pająk (Album, Klub Płytowy Razem)
- 1990: Kingdom of Paranoia (Album, Under One Flag)
- 1991: Drifting in the Sullen Sea (Album, Under One Flag)
- 1991: Hue of Evil (Album, Polskie Nagrania Muza)
- 2013: It's Your Time (EP, Independent)
- 2015: V (Album, Metal Mind Productions)